# Mikhaïl Uliànov
Mikhaïl Uliànov   (Bergamak, 20 de novembre de 1927 - Moscou, 26 de març de 2007), nom complet amb patronímic Mikhail Aleksàndrovitx Uliànov, rus: Михаи́л Алекса́ндрович Улья́нов, fou un actor soviètic i rus que va ser una de les persones més reconegudes del teatre i el cinema soviètics posteriors a la Segona Guerra Mundial. Va ser nomenat artista del poble de l'URSS el 1969 i heroi del treball socialista el 1986 i va rebre un premi especial del Festival de Cinema de Venècia el 1982.
Una llarga carrera com a actor van donar com a resultat diverses dotzenes de papers a l'escenari i unes 70 a pel·lícules. El crític Valeri Kichin va escriure: «Era un actor que estava subjecte a qualsevol color, des de l'alt patetisme fins al grotesc, des del drama popular fins a l'excentricitat circense». El Teatre Vajtángov era per a ell una part inseparable de la seva vida, una “segon llar”, sense la qual no podia imaginar-se a si mateix. En ell, va superar moltes figures històriques importants (Iósif Stalin, Marc Antoni, Juli Cèsar,  Ricard III, Napoleó Bonaparte, Serguei Kírov, Ponci Pilat, Vladímir Lenin) i personatges ficticis d'obres icòniques ( Víctor a "Melodia de Varsòvia", Brighella a " Princesa Turandot ", Gulevoy a " Cavalleria ", Edigeya a "I el dia dura més d'un segle").
La gamma de papers cinematogràfics de l'actor va ser increïblement àmplia i va variar des de «líders durs, persones fortes i de voluntat forta» fins a «informants» covards «i dramaturgs gargotejats». La imatge del comandant Gueorgui Júkov, encarnada per ell a «Liberation» i altres pel·lícules militars (al voltant de 20 cintes), va ser reconeguda per crítics i espectadors com la més memorable en la carrera cinematogràfica de l'actor. Altres papers notables d'Ulyanov van incloure Yegor Trúbnikov ("President"), Dmitri Karamázov (Els germans Karamázov), el general Grigori Charnota ("La fugida (pel·lícula de 1970)"), el dramaturg Kim Yesenin ("Tema"), Serguei Abrikósov ("Vida privada"), Ell és un exmartit (" Sense testimonis "), Iván Afonin (" Voroshilov Shooter"), "Pare" ("Antikiller").

## Biografia
Va passar la seva infantesa i joventut a la ciutat de Tara, a Omsk. Tot i que havia suspès els exàmens a l'escola Schepkinskoe i a l'escola de teatre d'art de Moscou, va anar a Omsk el 1944 per convertir-se en actor. Després de dos anys d'estudis a l'estudi d'Omsk Drama, va anar a Moscou i va ingressar a l'escola de teatre Schukin el 1946.
Ulyanov va treballar al teatre Vakhtangov des del 1950 i el va dirigir des del 1987. Va interpretar una àmplia gamma de personatges a l'escenari, essent el personatge Rogozhin de L'idiota de Dostoievski el més notable. El 1979 va portar a escena la novel·la èpica de Vasily Shukshin , He vingut per donar-te llibertat, on va protagonitzar Stepan Razin. El 1985 Mikhail Ulyanov va oferir el satíric The Child Buyer del dramaturg nord-americà John Hersey.
Pel que fa a les pel·lícules, va formar part dels actors sovint per encarnar líders comunistes com Vladimir Lenin i el mariscal Zhukov. El seu conegut personatge Yegor Trubnikov a El President (1964) es va convertir en un clàssic soviètic i el seu paper més emblemàtic.
Els germans Karamazov, una pel·lícula que va codirigir el 1969, va ser nominada a l'Oscar a la millor pel·lícula en llengua estrangera i va participar al 6è Festival Internacional de Cinema de Moscou. També va protagonitzar Tema (1979) i Private Life (1982), les pel·lícules guanyadores dels millors premis del Festival de Berlín i del Festival de Venècia, respectivament.
Més recentment, va ser aclamat pel paper a Juli Cèsar de Shakespeare (1990), de Ponç Pilat en l'adaptació cinematogràfica de El mestre i Margarida (1994), i un tirador veterà a El fusiler del Regiment Voroshilov (1999), dirigida per Stanislav Govorukhin. Va morir el 26 de març del 2007 de malaltia intestinal.

## Filmografia seleccionada
- Oní byli pérvymi (1956) com Alekséi Kolyvánov
- Ekaterina Vorónina (1957) como Sutyrin
- Dom, v kotorom ya zhivu (1957) com Dmitri Fiodorovitx Kaixirin
- Dobrovoltsy (1958)
- Shli soldaty (1958)
- Gorod na zaré (1959) com a Belous
- Stuchis' v lyubuyu dver' (1959)
- Prostaya istoriya (1960) com a Andrei Egorovitx Danilov
- Baltíyskoe nebo (1961) como a Rassojin
- Bitva v putí (1961) como a Dmitri Bájirev
- Molodo-zeleno (1962) com a Lizlov
- Eto sluchilos v milítsii (1963) (veu)
- Tishina (1964) com a Piotr Ivánovitx Bykov
- Zhivye i myortvye (1964) com a Sergei Filippovitx, Comandant militar
- Predsedatel (1964) com a Iegor Trubnikov
- Solange Leben in mir ist (1965) com a Frolow
- Die gefrorenen Blitze (1967) como el general Alexander Gorbatov
- Els germans Karamàzov (1969) como a Dmitri Karamàzov
- Unterwegs zu Lenin (1969) com a Lenin
- Osvobozhdenie (1969-1971, parts 1-5) com el Mariscal Gueorgui Konstantínovitx Júkov
- Beg (1970) com el general Gregory Lukyanovich Charnota
- Anflug Alpha I (1971) com el General Arkatow
- Trotz alledem! (1972) com a Lenin
- More v ogne (1972) com a Gueorgui Júkov
- Yegor Bulychyov i druguíye (1972) com a Yegor Bulychov
- Samyy posledniy den (1973) com a Semyon Kolvalyov
- Blokada (1974, 1977, parts 1, 2) com a Júkov
- Vybor Tzeli (1975) com el Mariscal Gueorgui Júkov
- Soldaty svobody (1977, minisèrie de televisió) com el Mariscal Gueorgui Júkov
- Pozovi menya v dal svetluyu (1978) com Nikolay
- Obrátnaya svyaz (1978) com Ignat Maksimovich Nurkov
- Tema (1979) com Kim Yesenin, escriptor
- Posledniy pobeg (1981) com Kustov
- Fevralski véter (1981)
- Fakty minúvshego dnya (1981)
- Vida privada (1982) com Sergei Nikitich Abrikosov
- Bez svideteley (1983) como ell mateix
- Esli vrag ne sdayotsya... (1983) com Mariscal Gueorgui Júkov
- Den komandira divizii (1983) com Júkov
- Pobeda (1985) com Júkov
- Marshal Zhukov, stranitsy biografii (1985)
- Bitva za Moskvu (1985) como el mariscal Gueorgui Júkov
- Vybor (1988) com Vladimir Vasilyev
- Zakon (1989) com Júkov
- Nash bronepoyezd (1989)
- Stalingrad (1990) com el mariscal Gueorgui Júkov
- Dom pod zvyozdnym nebom (1991) com Bashkirtsev Andrey Nikolaevich, acadèmic
- Sam ya - vyatskiy urozhenets (1992) com Alexandr Kirpikov
- Kooperativ Politbyuro ili budet dolgim proshchanie (1992)
- Vsyo budet khorosho! (1995)
- Velikiy polkovodets Georgiy Zhukov (1995) com Gueorgui Júkov
- Tayna Marchello (1997)
- Sochinenie ko Dnyu Pobedy (1998) com Dyakov
- Voroshilovskiy strelok (1999) com Ivan Fyodorovitx Afonin
- Severnoe siyanie (2001)
- Master i Margarita (2006) com Ponç Pilat (darrer paper en pel·lícula)

## Distincions i guardons[12]
- Heroi del Treball Socialista (1986)
- Ordre de Mèrit per a la Pàtria, 3a classe (17 d'octubre de 1996) - Per serveis a l'Estat i una contribució destacada a l'art teatral
- Dos ordes de Lenin (1986, ?)
- Orde de la Revolució d'Octubre (1977)
- Premi Lenin (1966) - per la seva interpretació com a Yegor Ivanovich Trubnikov al llargmetratge "The Chairman"
- Premi estatal RSFSR, Stanislavsky (1975) - pel seu paper a l'obra Druyanova "Dia a dia", AL Veytslera i A. Misharin
- Premi Estatal de l'URSS (1983) - per interpretar a Sergei Nikitich Abrikosov a la pel·lícula "Vides privades" (1982)
- Artista popular de la RSFSR (1965)
- Artista del Poble de l'URSS (1969)
- Treballador honorat de la cultura de la República Popular de Polònia (1974)
- "Lleó d'or" (Festival Internacional de Cinema de Venècia, 1982) per haver protagonitzat la pel·lícula "Vides privades"
- Ordre "Per honor i valor": per al servei al poble rus i la insígnia "Golden Olympus" (2005)
- Títol honorífic únic de "Superstar" (2005)
- Nominació al premi Kinotavr per "Premi a les carreres creatives" (1997)
- Premi "Golden Aries" el 1999 al "Millor actor"
- Premi president de la Federació de Rússia de Literatura i Art el 1998
- Premi "Crystal Turandot" (1997)
- Golden Mask (1999)
- Premi "Idol" (1999)
- L'any 2002, la biblioteca del poble de Muromtsevo a la regió d'Omsk va rebre el nom de Mikhaïl Uliànov.[13]
- L'any 2005 es va establir a la regió d'Omsk el Premi Arts Teatrals M. A. Uliànov, que s'atorga al millor teatre, millor actor i millor director de l'any.[14]
- L'any 2007, el Teatre Dramàtic del Nord de l'Estat d'Omsk a la ciutat de Tara va rebre el nom de M. A. Uliànov.[14] S'ha col·locat una placa commemorativa a l'edifici del teatre.
- El 2008, un nou petrolier àrtic de Rússia va rebre el nom de "Mikhaïl Uliànov".[14]
- El 2009, a Moscou, la filla de Mikhaïl Uliànov, Elena, va fundar la fundació benèfica "Artista del Poble de l'URSS" que porta el nom de Mikhaïl Uliànov, que es dedica a activitats benèfiques en l'àrea d'ajudar els veterans del cinema i el teatre.[14]
- El 2011, es va instal·lar un rètol que portava el nom de Mikhaïl Uliànov al punt més alt de la regió d'Omsk.[15]
- El 2012, un monument de bronze a Mikhail Ulyanov, dissenyat per l'escultor Andrei Balàxov, es va erigir amb diners públics prop de l'edifici del Teatre Dramàtic del Nord a Tara.[16]
- L'any 2014, a Tara, a la barraca on vivia la família Uliànov als anys 30 i 40, es va obrir un museu dedicat a l'actor.[17]
- El 2016, es va descobrir una placa commemorativa a Mikhaïl Uliànov a l'edifici del centre cultural rural de Bergamak.[14]
- El 2018, es va erigir un monument a Mikhaïl Uliànov a Omsk, prop del teatre local. El seu autor va ser l'artista popular de Rússia Salavat Shcherbakov.[18]
- El 2021, al sanatori Reshma al districte de Kinexemski de la regió d'Ivanovo, el número favorit de l'actor va ser anomenat "número d'Ulianovsk".[19]
- El 2024, el Dia del Teatre, es va erigir un monument a l'actor a Moscou al Jardí Mikhailovski de Zamoskvoretxie, dissenyat pels escultors Andrei Balaxov i Igor Burganov.[20][21]